# Eugeniusz Faber
Eugeniusz Faber (Chorzów, 6 aprile 1939 – Liévin, 24 settembre 2021) è stato un calciatore polacco, di ruolo attaccante. Era soprannominato Ojgą.

## Biografia
Dopo aver lasciato il calcio giocato, tornò in patria. Quando venne imposta la legge marziale in Polonia nel dicembre 1981, Faber che si era recato in Francia per le festività natalizie, decise di restare a vivere in esilio nel paese transalpino.

## Caratteristiche tecniche
Faber era un'ala sinistra che si distingueva per la velocità e la precisione del tiro, ma anche per il modo di giocare sempre in modo pulito e corretto.

## Carriera

### Calciatore

#### Club
Venne chiamato a giocare nel Ruch Chorzów dal Prezydent Chorzów per volontà di Erwin Michalski, Faber gioca nella squadra slesiana dal 1959 al 1971. Faber con il suo club vinse due campionati polacchi (1960 e 1968) e la Coppa Piano Karl Rappan 1967; inoltre oltre a raggiungere due secondi posti in campionato, raggiunse tre finali di Coppa di Polonia. Durante la sua militanza con il Ruch venne squalificato per un anno per aver colpito un avversario ma questa venne ridotta a tre mesi dalla PZPN.
Nel 1971, non potendo reggere i ritmi di allenamento del nuovo allenatore del Ruch, Michal Vičan, Faber decise di lasciare il suo club e venne ingaggiato dai francesi del Lens, militanti nella serie cadetta transalpina. Con il suo club ottiene la promozione in massima serie nella stagione 1972-1973, grazie al primo posto del girone A e aggiudicandosi anche lo spareggio per il titolo di campione della serie cadetta contro il Troyes. Nella stessa stagione si aggiudica anche il titolo di capocannoniere del girone A della Division 2. Faber con i Sangue e Oro giocò due stagione nella massima serie transalpina e raggiunse la finale della Coppa di Francia 1974-1975, persa contro il Saint-Étienne.
Terminata la carriera agonistica tornò in patria per allenare nelle divisioni inferiori.

#### Nazionale
Faber ha vestito la maglia nazionale polacca per dieci anni, tra il 1959 ed il 1969, totalizzando 36 presenze, segnando 11 reti in totale. In nazionale giocò spesso come ala destra poiché la fascia sinistra era occupata da Roman Lentner.
Nel 1960 partecipa con la nazionale olimpica al torneo olimpico di calcio di Roma, ove non gioca alcun incontro e non supera con i suoi la fase a gironi.

## Statistiche

### Cronologia presenze e reti in Nazionale
| Cronologia completa delle presenze e delle reti in nazionale ― Polonia | Cronologia completa delle presenze e delle reti in nazionale ― Polonia | Cronologia completa delle presenze e delle reti in nazionale ― Polonia | Cronologia completa delle presenze e delle reti in nazionale ― Polonia | Cronologia completa delle presenze e delle reti in nazionale ― Polonia | Cronologia completa delle presenze e delle reti in nazionale ― Polonia | Cronologia completa delle presenze e delle reti in nazionale ― Polonia | Cronologia completa delle presenze e delle reti in nazionale ― Polonia |
| Data                                                                   | Città                                                                  | In casa                                                                | Risultato                                                              | Ospiti                                                                 | Competizione                                                           | Reti                                                                   | Note                                                                   |
| ---------------------------------------------------------------------- | ---------------------------------------------------------------------- | ---------------------------------------------------------------------- | ---------------------------------------------------------------------- | ---------------------------------------------------------------------- | ---------------------------------------------------------------------- | ---------------------------------------------------------------------- | ---------------------------------------------------------------------- |
| 8-11-1959                                                              | Chorzów                                                                | Polonia                                                                | 6 – 2                                                                  | Finlandia                                                              | Qual. Olimpiade 1970                                                   | -                                                                      |                                                                        |
| 29-11-1959                                                             | Ramat Gan                                                              | Israele                                                                | 1 – 1                                                                  | Polonia                                                                | Amichevole                                                             | -                                                                      |                                                                        |
| 28-9-1960                                                              | Varsavia                                                               | Polonia                                                                | 2 – 2                                                                  | Unione Sovietica                                                       | Amichevole                                                             | 1                                                                      |                                                                        |
| 13-11-1960                                                             | Budapest                                                               | Ungheria                                                               | 4 – 1                                                                  | Polonia                                                                | Amichevole                                                             | -                                                                      |                                                                        |
| 5-11-1961                                                              | Chorzów                                                                | Polonia                                                                | 5 – 0                                                                  | Unione Sovietica                                                       | Amichevole                                                             | -                                                                      |                                                                        |
| 11-4-1962                                                              | Parigi                                                                 | Francia                                                                | 1 – 3                                                                  | Polonia                                                                | Amichevole                                                             | -                                                                      |                                                                        |
| 15-4-1962                                                              | Casablanca                                                             | Marocco                                                                | 1 – 3                                                                  | Polonia                                                                | Amichevole                                                             | -                                                                      |                                                                        |
| 23-5-1962                                                              | Varsavia                                                               | Polonia                                                                | 2 – 0                                                                  | Belgio                                                                 | Amichevole                                                             | -                                                                      |                                                                        |
| 2-9-1962                                                               | Poznań                                                                 | Polonia                                                                | 1 – 2                                                                  | Ungheria                                                               | Amichevole                                                             | -                                                                      | 81’                                                                    |
| 30-9-1962                                                              | Sofia                                                                  | Bulgaria                                                               | 2 – 1                                                                  | Polonia                                                                | Amichevole                                                             | 1                                                                      |                                                                        |
| 10-10-1962                                                             | Chorzów                                                                | Polonia                                                                | 0 – 2                                                                  | Irlanda del Nord                                                       | Qual. europei 1964                                                     | -                                                                      |                                                                        |
| 28-10-1962                                                             | Bratislava                                                             | Cecoslovacchia                                                         | 2 – 1                                                                  | Polonia                                                                | Amichevole                                                             | -                                                                      |                                                                        |
| 28-11-1962                                                             | Belfast                                                                | Irlanda del Nord                                                       | 2 – 0                                                                  | Polonia                                                                | Qual. europei 1964                                                     | -                                                                      |                                                                        |
| 15-5-1963                                                              | Oslo                                                                   | Norvegia                                                               | 2 – 5                                                                  | Polonia                                                                | Amichevole                                                             | 2                                                                      |                                                                        |
| 22-5-1963                                                              | Varsavia                                                               | Polonia                                                                | 4 – 0                                                                  | Grecia                                                                 | Amichevole                                                             | -                                                                      |                                                                        |
| 2-6-1963                                                               | Chorzów                                                                | Polonia                                                                | 1 – 1                                                                  | Romania                                                                | Amichevole                                                             | 1                                                                      |                                                                        |
| 4-9-1963                                                               | Stettino                                                               | Polonia                                                                | 9 – 0                                                                  | Norvegia                                                               | Amichevole                                                             | 2                                                                      |                                                                        |
| 22-9-1963                                                              | Poznań                                                                 | Polonia                                                                | 0 – 0                                                                  | Turchia                                                                | Amichevole                                                             | -                                                                      |                                                                        |
| 16-10-1963                                                             | Atene                                                                  | Grecia                                                                 | 3 – 1                                                                  | Polonia                                                                | Amichevole                                                             | -                                                                      | 75’                                                                    |
| 10-5-1964                                                              | Cracovia                                                               | Polonia                                                                | 3 – 1                                                                  | Irlanda                                                                | Amichevole                                                             | -                                                                      |                                                                        |
| 13-9-1964                                                              | Varsavia                                                               | Polonia                                                                | 2 – 1                                                                  | Cecoslovacchia                                                         | Amichevole                                                             | -                                                                      | 34’ 80’                                                                |
| 7-10-1964                                                              | Solna                                                                  | Svezia                                                                 | 3 – 3                                                                  | Polonia                                                                | Amichevole                                                             | -                                                                      |                                                                        |
| 25-10-1964                                                             | Dublino                                                                | Irlanda                                                                | 3 – 2                                                                  | Polonia                                                                | Amichevole                                                             | -                                                                      |                                                                        |
| 13-10-1965                                                             | Glasgow                                                                | Scozia                                                                 | 1 – 2                                                                  | Polonia                                                                | Qual. mondiali 1966                                                    | -                                                                      |                                                                        |
| 5-6-1966                                                               | Belo Horizonte                                                         | Brasile                                                                | 4 – 1                                                                  | Polonia                                                                | Amichevole                                                             | -                                                                      | 46’                                                                    |
| 11-6-1966                                                              | Buenos Aires                                                           | Argentina                                                              | 1 – 1                                                                  | Polonia                                                                | Amichevole                                                             | -                                                                      | 46’                                                                    |
| 11-9-1966                                                              | Erfurt                                                                 | Germania Est                                                           | 2 – 0                                                                  | Polonia                                                                | Amichevole                                                             | -                                                                      | 79’                                                                    |
| 17-11-1966                                                             | Ploiești                                                               | Romania                                                                | 4 – 3                                                                  | Polonia                                                                | Amichevole                                                             | -                                                                      |                                                                        |
| 17-9-1967                                                              | Varsavia                                                               | Polonia                                                                | 1 – 4                                                                  | Francia                                                                | Qual. europei 1968                                                     | -                                                                      |                                                                        |
| 8-10-1967                                                              | Bruxelles                                                              | Belgio                                                                 | 2 – 4                                                                  | Polonia                                                                | Qual. europei 1968                                                     | -                                                                      |                                                                        |
| 29-10-1967                                                             | Cracovia                                                               | Polonia                                                                | 0 – 0                                                                  | Romania                                                                | Amichevole                                                             | -                                                                      |                                                                        |
| 24-4-1968                                                              | Chorzów                                                                | Polonia                                                                | 8 – 0                                                                  | Turchia                                                                | Amichevole                                                             | 3                                                                      |                                                                        |
| 1-5-1968                                                               | Varsavia                                                               | Polonia                                                                | 0 – 0                                                                  | Paesi Bassi                                                            | Amichevole                                                             | -                                                                      |                                                                        |
| 15-5-1968                                                              | Dublino                                                                | Irlanda                                                                | 2 – 2                                                                  | Polonia                                                                | Amichevole                                                             | -                                                                      |                                                                        |
| 27-8-1969                                                              | Łódź                                                                   | Polonia                                                                | 6 – 1                                                                  | Norvegia                                                               | Amichevole                                                             | -                                                                      | 46’                                                                    |
| 7-9-1969                                                               | Chorzów                                                                | Polonia                                                                | 2 – 1                                                                  | Paesi Bassi                                                            | Qual. mondiali 1970                                                    | -                                                                      |                                                                        |
| Totale                                                                 |                                                                        | Presenze                                                               | 36                                                                     |                                                                        | Reti                                                                   | 11                                                                     |                                                                        |

## Palmarès

### Competizione nazionali
- Campionato polacco: 2

Ruch Chorzów:  1960, 1967-1968
- Division 2: 1

Lens: 1972-1973

### Competizioni internazionali
- Coppa Piano Karl Rappan: 1

Ruch Chorzów: 1967

### Individuali
- Capocannoniere della Division 2: 1

1972-1973 (21 gol)